# Персов, Самуил Давидович
Самуил (Шмуэль) Давидович Персов (1889, Почеп, Черниговская губерния — 23 ноября 1950, Москва) — еврейский советский писатель, член Союза советских писателей, фигурант Дела ЗИСа. Писал на идише.

## Биография
Родился в семье меламеда. Получил среднее образование в ешиве. Во время революции 1905—1907 годов был активным членом Бунда. В 1907—1910 годах жил в США, трудился гладильщиком в прачечной, напечатал свой первый рассказ в еженедельнике «Ди фрайе арбетер-штиме» («Голос свободного рабочего»). После Февральской революции вернулся в Россию. Работал в Москве в качестве клерка в различных государственных учреждениях и печатал статьи по экономическим вопросам в газетах «Дер идишер комунист», «Ди комунистише велт», «Култур ун билдунг», «Эмес», «Харковер цайтунг». С 1918 по 1919 опубликовал ряд рассказов в разных еврейских коммунистических журналах Москвы и Харькова. Был членом еврейской секции МАПП. В 1922 вместе с группой литераторов создал ассоциацию еврейских пролетарских писателей, печатался в журнале «Шторм». В 1930-е приезжал в Биробиджан, составлял статьи о жизни в Еврейской автономной области. Состоял членом Еврейского антифашистского комитета, опубликовал на 1-ю годовщину Победы, 9 мая 1946, в газете «Эйникайт» список 101 еврея — Героя Советского Союза.

Самуил Персов в 1946—1947 годах написал и опубликовал ряд очеров «Евреи завода имени Сталина». 30 сентября 1949 арестованный по делу ЕАК И. С. Фефер дал показания, что 
Писатель ПЕРСОВ, например, по нашему заданию создал ряд очерков под названием «Евреи завода им. Сталина» в Москве. Рассказывая в этих очерках о евреях, как об основной силе завода, ПЕРСОВ подробно описывал их работу, сообщая таким путем сведения и о самом заводе. Это был метод зашифровки материалов, который лег в основу при посылке нами шпионских сведений в Америку.
Вместе С. Д. Персовым о заводе ЗИС писала и журналистка Мирра Айзенштадт. Они работали по заказу редактора Еврейского антифашистского комитета (ЕАК) Наума Левина, их очерки ЕАК распространял среди евреев за рубежом. Все три литератора были арестованы и их дела объединены с делами некоторых сотрудников ЗИС для того, чтобы подчеркнуть связь «дела ЗИС» с «делом ЕАК». «Дело ЗИС» началось позже, чем дело ЕАК, но приговор был вынесен раньше. Когда в августе 1952 года, в конце судебного процесса по делу ЕАК оговоривший Персова Фефер попросил провести закрытое заседание без других подсудимых и там он отказался от своих показаний, заявив, что является агентом органов МГБ под псевдонимом «Зорин» и лишь действовал по заданию этих органов, это не могло помочь ни Персову, ни Азенштадт, ни Левину — их почти два года как не было в живых, как не помогло и самому Феферу.
На момент ареста беспартийный, проживал в квартире № 14 дома № 3 по Трёхпрудному переулку. Арестован 17 января 1949, следственные органы МГБ СССР инкриминировали связи с националистическим подпольем в СССР и шпионской подрывной работе. Во время следствия неоднократно подвергался пыткам. Осуждён ВКВС СССР к ВМН 22 ноября 1950. Приговор приведён в исполнение на следующий день. Посмертно реабилитирован 28 декабря 1955 определением Военной коллегии Верховного суда СССР. Место захоронения находится на Донском кладбище в могиле № 3. Следственное дело хранится в центральном архиве ФСБ РФ. Жена, Полина Фёдоровна, была сослана в ГУЛАГ, откуда освобождена в 1956, вернулась в столицу, где ей со временем вернули две комнаты в бывшей квартире.

## Публикации
Автор повестей «Черепки» («Шерблех») (1922), «Настоящее дело» («Тахлес») (1927), «Ржаной хлеб» («Корнбройт») (1929), «Контрактация» (ГИХЛ, М. — Л.) (1931), «День и ночь» («Tog un Nacht») (1932), «Красный рог» (1933), «Богатство» (1939). Также его перу принадлежат очерки — «Люди метро» (1935), «Юрий Сагалович», «Яков Мошковский», «Яков Смушкевич, дважды Герой Советского Союза» (1941), «Твоё имя — Народ. Зарисовки о еврейских партизанах» (1944).
- Персов С. Д. Избранное. (Перевод Шамбадал М. А.) М., Советский писатель, 1957.
- Персов С. Д. Очерки о героях. М., Воениздат, 1959.[6]